# Witold Baran

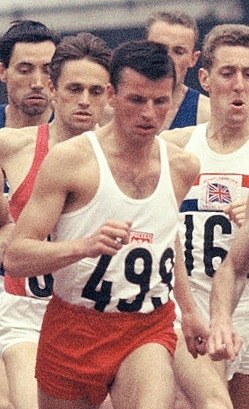
Witold Baran (Nr. 499) bei den 1500 m der Männer der Olympischen Sommerspiele 1964 in Tokio

Witold Baran (Witold Stanisław Baran; * 29. Juli 1939 in Chmielów bei Ostrowiec Świętokrzyski; † 22. Juni 2020 in Bydgoszcz) war ein polnischer Mittel- und Langstreckenläufer.
Über 1500 m gewann er bei den Weltfestspielen der Jugend und Studenten 1959 Silber. 1962 folgte einem Sieg bei den Weltfestspielen der Jugend und Studenten eine Silbermedaille bei den Leichtathletik-Europameisterschaften in Belgrad.
1964 gewann er die Emsley Carr Mile und wurde Sechster bei den Olympischen Spielen in Tokio über 1500 m.
Beim Leichtathletik-Europacup 1965 wurde er über 5000 m Zweiter hinter Harald Norpoth.
Fünfmal wurde er Polnischer Meister über 1500 m (1962–1964, 1966, 1967) und je einmal über 800 m (1961) und 5000 m (1968).

## Persönliche Bestzeiten
- 800 m: 1:48,1 min, 14. August 1966, Warschau
- 1500 m: 3:38,9 min, 19. Oktober 1964, Tokio
- 1 Meile: 3:56,04 min, 3. August 1964, London
- 2000 m: 5:03,6 min, 5. Juni 1963, Bydgoszcz
- 3000 m: 7:55,4 min, 16. Juni 1963, Bydgoszcz
- 5000 m: 13:41,6 min, 6. Juli 1969, Colombes